# Невесине (община)
Община Невесине (на сръбски: Општина Невесиње) е разположена в Република Сръбска, част от Босна и Херцеговина. Неин административен център е град Невесине. Общата площ на общината е 873.97 км2. Населението ѝ през 2004 година е 18 955 души.